# Ruslan Gelajev
Ruslan Gelajev, též Chamzat Gelajev, plným občanským jménem Ruslan Germanovič Gelajev (rusky Русла́н Герма́нович Гела́ев; 1964 – 28. února 2004 Dagestán), byl čečenský polní velitel.
Zúčastnil se gruzínsko-abchazského konfliktu a bojoval proti ruským federálním silám v první čečenské válce a druhé čečenské válce. Jméno Chamzat přijal při pouti do Mekky po ukončení první čečenské války. Byl zabit ve střetu s ruskými pohraničníky.
V rádiové komunikaci byl znám pod kódovým označením Černý anděl.